# Canard à bec rouge
Anas erythrorhyncha
Espèce
Statut de conservation UICN

 LC  : Préoccupation mineure
Le Canard à bec rouge (Anas erythrorhyncha) est une espèce d'oiseaux de la famille des Anatidae.

## Description

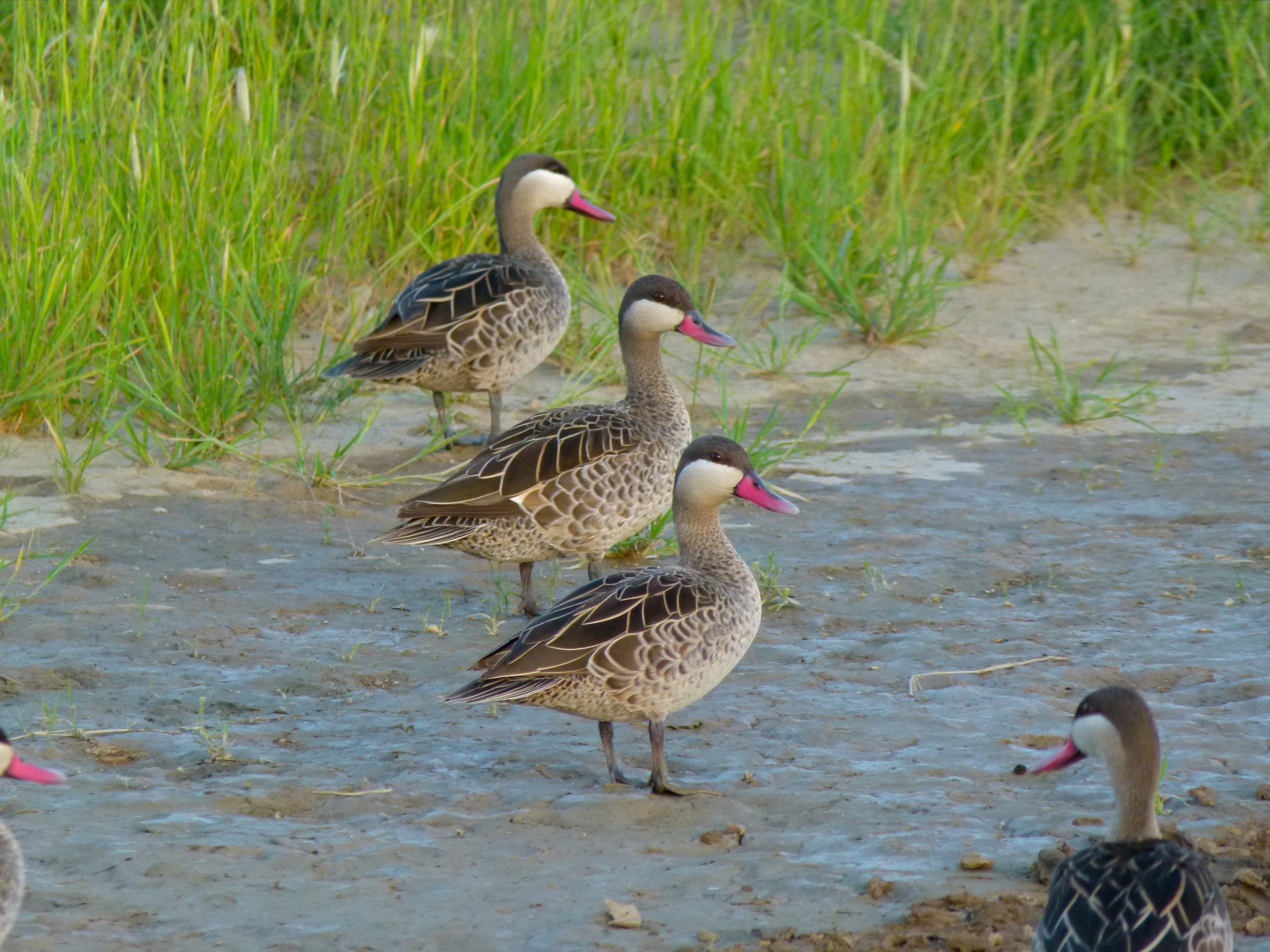
Parc transfrontalier de Kgalagadi, Afrique du Sud

Il vit en Afrique subsaharienne, notamment à travers l'est (dont à Madagascar) et le sud du continent. Il préfère les eaux calmes, avec beaucoup de végétation.

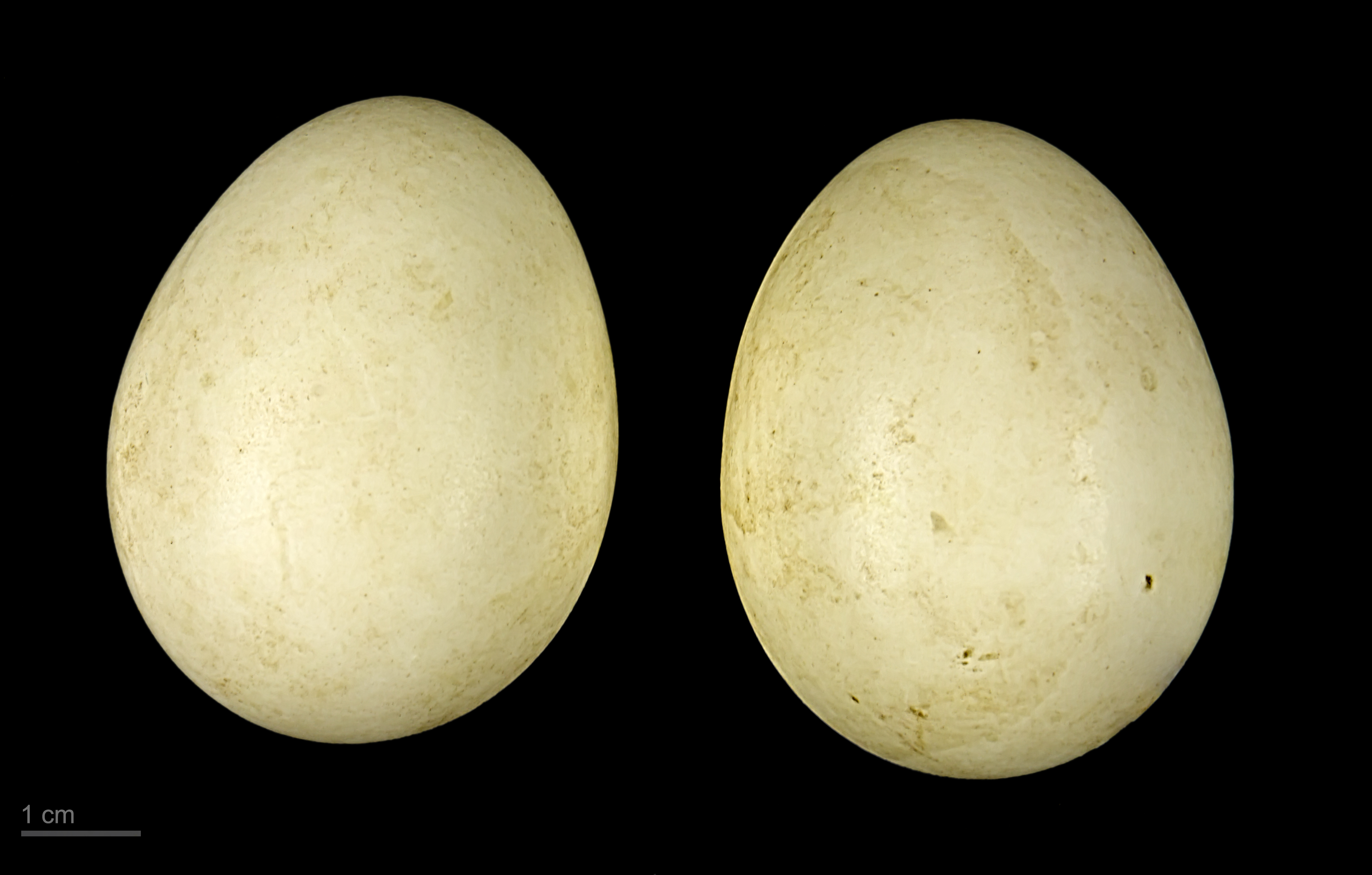
Anas erythrorhyncha - MHNT